# Droit de suite
Droit de suite (wym. [dʁwa də sɥit]) – autorskie prawo majątkowe, dziedziczne, niezbywalne, do określonej części dochodów z zawodowej odsprzedaży oryginału utworu plastycznego, fotograficznego, a także rękopisu utworu literackiego i muzycznego.

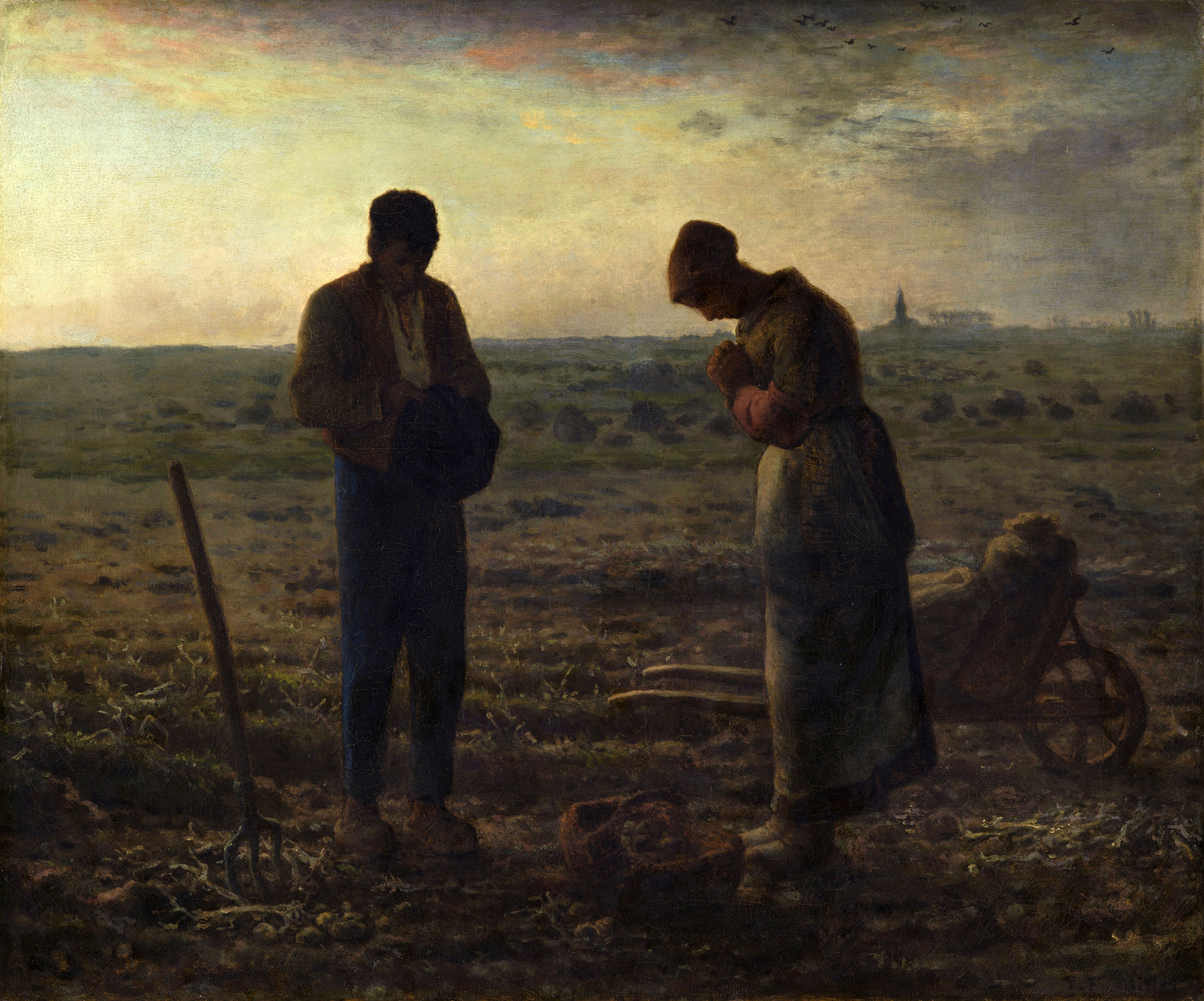
Millet, L’Angélus

Instytucja droit de suite wywodzi się z prawa francuskiego. Jak podał francuski minister kultury i komunikacji Renaud Donnedieu de Vabres, została wprowadzona do tego systemu w 1920 roku na kanwie odsprzedaży obrazu Milleta L’Angélus, którego wartość znacznie wzrosła po wprowadzeniu go do obrotu. Po I wojnie światowej rodzina Milleta znajdowała się w trudnej sytuacji finansowej, podobnie jak wiele innych rodzin artystów. Droit de suite miało zapobiec temu stanowi rzeczy. Instytucję tę wprowadziła większość krajów europejskich. 27 września 2001 wydano dyrektywę harmonizującą 2001/84/WE.
Charakter tego uprawnienia jest dyskusyjny. A. Nowak-Gruca podaje, że bywa ono określane jako podatek, wynagrodzenie licencyjne, samoistne prawo do wynagrodzenia, uprawnienie sui generis. J. Sieńczyło-Chlabicz dodaje: prawo podmiotowe. Droit de suite jest uważane za wyjątek od zasady wyczerpania prawa. Jak pozostałe uprawnienia wchodzące w skład autorskich praw majątkowych, powstaje ono wraz z powstaniem całości praw autorskich i jego trwanie jest ograniczone w czasie.
Zawodowa odsprzedaż wiąże się z działalnością domów aukcyjnych, galerii sztuki itp. Oryginał oznacza osobiście wykonany przez twórcę egzemplarz, a także kopie wykonane osobiście albo pod nadzorem twórcy, uznane i oznaczone przez niego jako egzemplarze oryginalne. Roszczenie o zapłatę określonej kwoty powstaje w chwili odsprzedaży utworu. Brak zapłaty nie stanowi naruszenia praw autorskich. W Polsce realizacja droit de suite nie jest objęta obowiązkowym pośrednictwem organizacji zbiorowego zarządzania.
Polska ustawa o prawie autorskim i prawach pokrewnych ustanawia droit de suite w art. 19–195. Określa należny procent ceny sprzedaży (w zależności od wysokości ceny utworu plastycznego lub fotograficznego degresywnie, od 5% do 0,25%) oraz definiuje pojęcie „oryginalnego egzemplarza utworu”. W przypadku dzieł plastycznych i fotograficznych droit de suite dotyczy cen w wysokości od równowartości 100 euro, ostatni próg określono dla cen o wysokości przekraczającej równowartość 500 tys. euro, a należna kwota nie może przekraczać równowartości 12,5 tys. euro. W przypadku odsprzedaży rękopisów utworów literackich i muzycznych, obowiązuje stawka 5%.